# Postal
För andra betydelser, se Postal (olika betydelser).
Postal är ett kontroversiellt datorspel från 1997 utvecklat av Running with Scissors, Inc..

## Handling
Postal handlar om Postal Dude som bor i den fiktiva småstaden Paradise i Arizona. Spelet bygger på en verklig händelse[källa behövs] som ägde rum i USA där en postanställd man sköt ihjäl flera kollegor, civila och poliser med ett hagelgevär innan han till slut tog sitt eget liv. Postal Dude i spelet är den mannen[källa behövs] och på den första nivån så börjar man utanför sitt hus efter dåden, omringad av polisen.

## Fakta om spelet
Spelet är ett realtids-spel med vapen som pistol (används bara av polisen), hagelgevär, automathagelgevär, kulspruta, raketkastare, granatkastare, molotov cocktail, handgranat osv. En innovativ finess i spelet är möjligheten att skadeskjuta folk för att sedan döda dem på nära håll. Nivåerna som spelet äger rum i är ganska många och varierande, det finns bland annat ett lastbilscafé, en strutsfarm, en camping, en stad och en järnvägsstation.
Spelet ansågs av kritiker som våldsamt, sadistiskt och således olämpligt att spela. Man menade att det fanns inslag av sjuka bilder, texter och grafik i spelet. Det ledde till att spelet blev totalförbjudet i många länder, bland annat Tyskland, Australien, Nya Zeeland och England, men släpptes dock i vissa europeiska stater - om än kraftigt censurerat. Spelet är i sitt ocensurerade format lagligt att inneha som såväl att sälja i Sverige .
År 2003 fick spelet en uppföljare, Postal 2.